# Trivia candidula
Trivia candidula är en snäckart som beskrevs av Gaskoin 1835. Trivia candidula ingår i släktet Trivia och familjen Triviidae. Inga underarter finns listade i Catalogue of Life.